# Martin Hoffmann
Martin Hoffmann (Gommern, 22 marzo 1955) è un allenatore di calcio ed ex calciatore tedesco orientale, dal 1990 tedesco, di ruolo centravanti.

## Carriera

### Club
Militò dal 1968 al 1987 per il Magdeburgo, giocando in tutto in DDR-Oberliga 255 partite impreziosite da 78 reti. Con i bianco-blu vinse tre Campionati e cinque Coppe della Germania Est. Il suo più grande successo con la squadra fu probabilmente la vittoria della Coppa delle Coppe nel 1974 contro il Milan l'8 maggio a Rotterdam per 2-0.
Nella vittoriosa Coppa delle Coppe della stagione 1973-1974 giocò da titolare tutte e nove le partite segnando un totale di due reti. Molto importante fu quella siglata nella gara di ritorno degli ottavi di finale in casa contro i cecoslovacchi del Baník Ostrava: questi ultimi vittoriosi per 2 a 0 all'andata, vennero raggiunti nel ritorno all'84' proprio da una rete di Hoffmann che "salvò" la propria squadra poi vincitrice nei tempi supplementari.

### Nazionale
Con la Germania Est collezionò 66 presenze (debutto il 21 novembre 1973 a Budapest contro l'Ungheria) e andò a segno per 16 volte. Partecipò a 19 anni al campionato del mondo 1974, l'unico al quale la sua Nazionale prese parte, e alle vittoriose Olimpiadi di Montréal 1976, in cui segnò il gol del temporaneo 2-0 in finale contro la Polonia. L'ultima sua partita con la maglia biancoazzurra della DDR la disputa il 19 maggio 1981 a Senftenberg nel 5-0 contro Cuba.
Al Campionato del Mondo del 1974 giocò tutte e sei le partite, di cui cinque come titolare, mentre nella partita inaugurale contro l'Australia entrò nel secondo tempo al posto di Wolfram Löwe. Il suo gol segnato al Cile il 18 giugno all'Olympiastadion di Berlino Ovest lo fa essere uno dei più giovani marcatori di sempre nella storia della competizione.
Due anni dopo, nel luglio del 1976, al torneo di calcio dei XXI Giochi Olimpici di Montréal, giocò tutte e cinque le partite, di cui quattro da titolare perché nella gara inaugurale a Toronto, contro il Brasile, subentrò negli ultimi minuti sempre al posto di Löwe.
Tra le 16 reti realizzate in Nazionale A va annoverata la tripletta siglata il 13 ottobre 1979 a Berlino Est contro la Svizzera, durante un incontro di qualificazione per il Campionato europeo di calcio 1980.

## Palmarès

### Giocatore

#### Club

##### Competizioni nazionali
- FDGB Pokal: 5

1969, 1973, 1978, 1979, 1983
- DDR-Oberliga:3

1971-1972, 1973-1974, 1974-1975

##### Competizioni internazionali
- Coppa delle Coppe: 1

1973-1974

#### Nazionale
- Oro olimpico: 1

Montréal 1976